# インディアン・ランナー
『インディアン・ランナー』（原題: The Indian Runner）は、1991年製作のアメリカ合衆国の映画。ショーン・ペンの初監督作品。ブルース・スプリングスティーンの曲「Highway Patrolman」（『ネブラスカ』収録）を基にしている。
出演者のサンディ・デニスはこれが遺作となった。

## あらすじ
1968年のネブラスカ州。実直なパトロール警官ジョーの弟でベトナム戦争に出征していたフランクが帰還してくる。
ジョーとは対照的に粗暴な性格だったフランクは精神を完全に病んでおり、兄の心配をよそに理由なき凶行に走ってしまう。
ジョーは何とかフランクを更生させようとする。

## キャスト
- デヴィッド・モース：ジョー
- ヴィゴ・モーテンセン：フランク
- ヴァレリア・ゴリノ：マリア
- チャールズ・ブロンソン：ジョーとフランクの父
- デニス・ホッパー：シーザー
- サンディ・デニス：ジョーとフランクの母
- パトリシア・アークエット：ドロシー
- ベニチオ・デル・トロ：ミゲル

## その他
本作でヴィゴ・モーテンセンと知り合ったデニス・ホッパーは、ブレイク前のヴィゴのパトロン的役割を務めた。『ダイヤルM』（1998年）で使用されたコラージュ作品はヴィゴ自身の作だったが、この作品を制作する際のアトリエを提供したのはホッパーだった。2001年には二人でオランダ・アムステルダムへ旅行。この際撮影された写真はヴィゴの作品集『Signlanguage』に収められている。また2005年にはパーシヴァル・プレスからホッパーの写真集『Bucharest Nights』が出版された。